# Mohamed Benmeradi
Mohamed Benmeradi est un homme politique algérien né le 3 avril 1954 à Alger, ancien directeur général du Domaine national. Il est nommé en août 2017, ministre du Commerce d’Algérie avant d’être remplacé en avril 2018.

## Biographie

### Formation
Après une scolarité passée à l'école de garçons de Saint-Eugène (Bologhine) à Alger, Mohamed Benmeradi fait des études au Lycée Okba. Après le baccalauréat, il obtient le diplôme de l'École nationale d'administration (ENA) dans la spécialité économie et finances. Il fait également un cycle court à l’Institut international d’administration publique (IIAP-Paris) en 1993 dans la branche fiscalité et développement.

### Carrière professionnelle
De 1980 à 1990, Mohamed Benmeradi est le directeur des études et de la documentation à l’Assemblée Populaire Nationale. Puis il est nommé directeur général des études à l’Assemblée Populaire Nationale. Un poste qu'il va occuper deux ans avant d’être, au sein du cabinet du ministre délégué au Budget, chargé d’études et de synthèse de 1992 à 1996. Puis Mohamed Benmeradi est nommé, en 1996, directeur général du Domaine national (1996-2010).
De 1999 à 2002 puis de 2005 à 2010, il exerce la fonction de gouverneur de l’Algérie au fonds de l’organisation des pays exportateurs de pétrole (OPEP) et siège à Vienne (Autriche).
Puis, pendant cinq ans, Mohamed Benmeradi est administrateur à la Caisse nationale d'épargne et de prévoyance-Banque (CNEP-Banque) (2005-2010).
En parallèle Mohamed Benmeradi sera également membre de la commission nationale des opérations immobilières à l’étranger pendant 14 ans de 1996 à 2010.
Il a été également professeur à l’Institut d’études douanières et fiscales (IEDF).

### Carrière politique
Mohamed Benmeradi intègre en 1978 l'équipe de l’Assemblée populaire nationale (APN) lors de sa première législature et devient l'un des collaborateurs de Rabah Bitat.
Il quitte l'APN en 1992, à la dissolution de l'Assemblée. Il intègre alors le cabinet du ministre des Finances dont il devient le conseiller. En 1997, il est nommé directeur général des domaines.
À la suite du remaniement ministériel du 28 mai 2010, il entre dans le gouvernement_Ouyahia_IX, héritant du ministère d'Abdelhamid Temmar quelque peu « réaménagé ». Il devient ainsi le ministre de l'Industrie, de la petite et moyenne entreprise et de la promotion de l'investissement. Homme de dossiers connu par son intégrité, Mohamed Benmeradi est prié par Bouteflika de réformer le secteur de l'industrie qui souffre de plusieurs années d'errance.[réf. souhaitée]
À la suite de la formation du Gouvernement Sellal I du 4 septembre 2012, il est nommé au poste de ministre du Tourisme et de l'Artisanat. Son bilan est critiqué par certains observateurs. Il n'occupe ce poste qu'une seule année puisque, en septembre 2013, Mohamed Benmeradi se voit attribuer le ministère du Travail, de l’emploi et de la sécurité sociale lors d'un remaniement ministériel. Il va occuper ce poste jusqu'en mai 2014 avant de devenir, de septembre 2014 au mois d'août 2017, conseiller auprès du président de la République algérienne.
En août 2017, Mohamed Benmeradi remplace Ahmed Abdelhafidh Saci et prend son poste à la tête du ministère du Commerce algérien. Il est remplacé lors du remaniement ministeriel du 4 avril 2018 par Saïd Djellab.

### Condamnation
Pour des faits relatifs à des dépassements commis dans des transactions de l’établissement public de construction industrielle et de génie civil avec une entreprise belge alors qu'il était ministre, il est condamné à trois ans de prison le 3 octobre 2023.

### Vie privée
Il reste un fidèle supporteur de l'équipe de football du Mouloudia d'Alger et un grand joueur de handball dans les années 70 au sein de l'équipe algeroise USMA.